# Florent Muslija
Florent Muslija (* 6. Juli 1998 in Achern) ist ein deutsch-kosovarischer Fußballspieler, der seit August 2025 als Leihspieler des SC Freiburg bei Fortuna Düsseldorf unter Vertrag steht.

## Karriere

### Verein
Muslija wechselte von seinem Stammverein, dem SV Sasbach, früh in die Jugendabteilung des Karlsruher SC. Dort durchlief er die U-17 und die U-19. Am 21. Mai 2017 feierte er bei der 1:2-Auswärtsniederlage bei Eintracht Braunschweig am 34. Spieltag der Saison 2016/17 sein Profidebüt in der Zweiten Bundesliga, als er in der 70. Spielminute für Kai Luibrand eingewechselt wurde. Nach dem Abstieg des KSC in die 3. Liga unterzeichnete Muslija, der im offensiven Mittelfeld als großes Talent gehandelt wurde, im Mai 2017 einen bis 2019 gültigen Profivertrag. Im November 2017 verlängerte er seinen Vertrag vorzeitig bis 2021. Beim Heimsieg gegen die SpVgg Unterhaching am 20. Januar 2018 erzielte Muslija in der Nachspielzeit mit dem 3:1-Endstand seinen ersten Profitreffer für den KSC. Mit dem KSC erreichte er am Ende der Saison die Aufstiegsrelegation, in der man jedoch am FC Erzgebirge Aue scheiterte.
Am 31. August 2018 wechselte Muslija in die Bundesliga zu Hannover 96. Er unterschrieb einen Vertrag mit einer Laufzeit bis zum 30. Juni 2022. Dort gab er am 30. September 2018 (6. Spieltag) bei der 1:4-Niederlage gegen Eintracht Frankfurt sein Bundesligadebüt, als er in der 69. Spielminute für Julian Korb eingewechselt wurde und erzielte in derselben Partie auch seinen ersten Bundesligatreffer. Am Ende der Saison stieg er mit Hannover in die 2. Bundesliga ab. In der Saison 2019/20 und der Folgesaison kam Muslija zwar auf jeweils 20 oder mehr Einsätze, brachte allerdings nie konstant gute Leistungen. Der Mittelfeldspieler erzielte in 76 Ligaeinsätzen neun Tore und brachte es auf nur eine Torvorlage. Hannover 96 beendete beide Saisons im Tabellenmittelfeld.
Anfang Januar 2022 wechselte Muslija ein halbes Jahr vor seinem Vertragsende ablösefrei innerhalb der 2. Bundesliga zum SC Paderborn 07. Dort unterschrieb er einen Vertrag bis zum 30. Juni 2023, welcher im Dezember 2022 verlängert wurde.
Nach 39 Torbeteiligungen in 70 Spielen im Paderborner Trikot wechselte er im Januar 2024 zum Bundesligisten SC Freiburg. Im August 2025 leihte ihn Fortuna Düsseldorf für ein Jahr aus.

### Nationalmannschaft
Muslija absolvierte zwischen September und November 2018 fünf Länderspiele in der deutschen U20-Nationalmannschaft, in denen er ein Tor erzielte.
Im Juni 2019 entschied sich Muslija, für die kosovarische Nationalmannschaft zu spielen. Sein Debüt für diese gab er im September 2019, als er in der EM-Qualifikation gegen Tschechien in der 56. Minute für Edon Zhegrova eingewechselt wurde. Beim 5:1-Sieg im Nations-League-Spiel gegen Zypern am 27. September 2022 erzielte er seinen ersten Länderspieltreffer.